# Nikolaus Korber

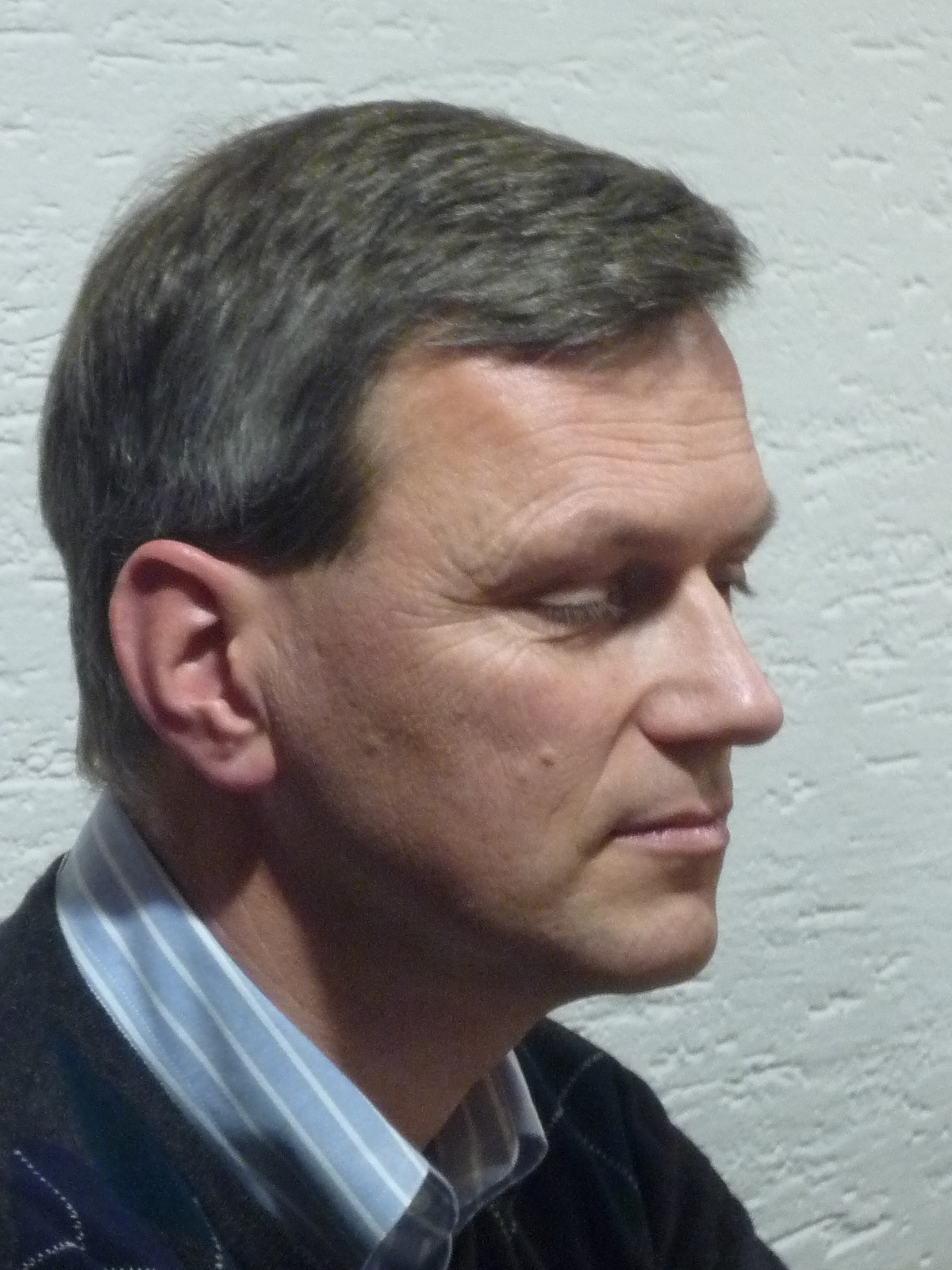
Nikolaus Korber (2017)

Nikolaus Korber (* 8. Juni 1964 in Pforzheim) ist ein deutscher Chemiker (Anorganische Chemie) und Hochschullehrer an der Universität Regensburg.

## Leben
Nikolaus Korber studierte erst Theologie, dann Chemie von 1984 bis 1989 an der Friedrich-Wilhelms-Universität in Bonn bei Martin Jansen. In seiner Diplomarbeit beschäftigte er sich mit den Sesquioxiden von Rubidium und Cäsium, in seiner Dissertation mit neuen präparativen Zugängen zu ionischen Ozoniden. 1993 war er im Rahmen eines Forschungsaufenthalts am Max-Planck-Institut in Stuttgart bei Hans Georg von Schnering. Anschließend kehrte er nach Bonn zurück und habilitierte sich dort.
Er war Stipendiat des Cusanuswerkes, der Studienstiftung des deutschen Volkes und des Fonds der Chemischen Industrie. Er erhielt den Heinrich-Hörlein-Gedächtnispreis, den Doktoranden-Fortbildungspreis der Hoechst AG, den Geheimrat-Dr.-Edmund-ter-Meer-Preis, den Bennigsen-Foerder-Preis und 2002 den Preis für gute Lehre des bayerischen Staatsministers für Wissenschaft und Kultur. Er ist Vertrauensdozent der Friedrich-Naumann-Stiftung für die Freiheit.
Nach der Vertretung einer Professur in Regensburg erhielt er am 1. Juni 1998 einen Ruf als Professor an der Universität Regensburg und ist dort Leiter des Arbeitskreises Anorganische Chemie in flüssigem Ammoniak. Seit 2013 ist er Vizepräsident für Studium, Lehre und Weiterbildung und Mitglied der Studienkommission der Gesellschaft deutscher Chemiker.

## Privates
Nikolaus Korber lebt in Regensburg, ist verheiratet und hat drei Kinder.